# Rogers Arena
A Rogers Arena (becenevén a „garázs”) egy fedett jégpálya a kanadai Vancouver városában. A stadiont magánberuházásként építették 1995-ben, korábban az NBA-ben szereplő Vancouver Grizzlies bérelte, napjainkban a Vancouver Canucks jégkorongcsapatának otthona. A stadionban jégkorong-mérkőzések alkalmával 18 630, míg kosárlabda-meccseken 19 193 néző foglalhat helyet. A stadion volt a 2010. évi téli olimpiai játékokon a jégkorong mérkőzések fő helyszíne. Az olimpiákon a létesítmények nem szerepelhetnek a szponzoraik által adományozott néven, ezért 2010 februárjában a stadion neve Canada Hockey Place volt.

## Története és jövője
A csarnok 1995-ben nyílt meg. Az első rendezvény Bryan Adams koncertje volt. 1996-ban jégkorong-világbajnokságot, 2001-ben jégtánc világbajnokságot látott vendégül a létesítmény. 2003-ban a Nemzetközi Olimpiai Bizottság Vancouver városának ítélte a 2010-es téli olimpia rendezési jogát. A General Motors Place-t, modern jégcsarnok lévén az olimpia egyik leglátványosabb versenyszámának, a jégkorongnak a fő lebonyolítási helyszínéül szemelték ki. Az olimpiáig mindössze néhány apróbb felújításra volt szükség. Az olimpia után továbbra is NHL-mérkőzések lebonyolítására használják.

## Fordítás
- Ez a szócikk részben vagy egészben a General Motors Place című angol Wikipédia-szócikk ezen változatának fordításán alapul.  Az eredeti cikk szerkesztőit annak laptörténete sorolja fel. Ez a jelzés csupán a megfogalmazás eredetét és a szerzői jogokat jelzi, nem szolgál a cikkben szereplő információk forrásmegjelöléseként.